# Capitoli de Puerto Rico
El Capitoli de Puerto Rico (castellà: Capitolio de Puerto Rico) és la seu de l'Assemblea Legislativa bicameral de Puerto Rico, composta per la Cambra de Representants i el Senat. Està localitzat en l'Illeta de San Juan, just a fora de les muralles del barri vell de San Juan, al sector de Puerta de Tierra.

El Capitol també es coneix com el Palau de les Lleis (Palacio de las Leyes). L'edifici va ser inaugurat l'11 de febrer de 1929, celebrant-se tres dies després la primera reunió de l'Assemblea Legislativa. Va ser llistat en el Registre Nacional de Llocs Historics dels EUA el 1977.

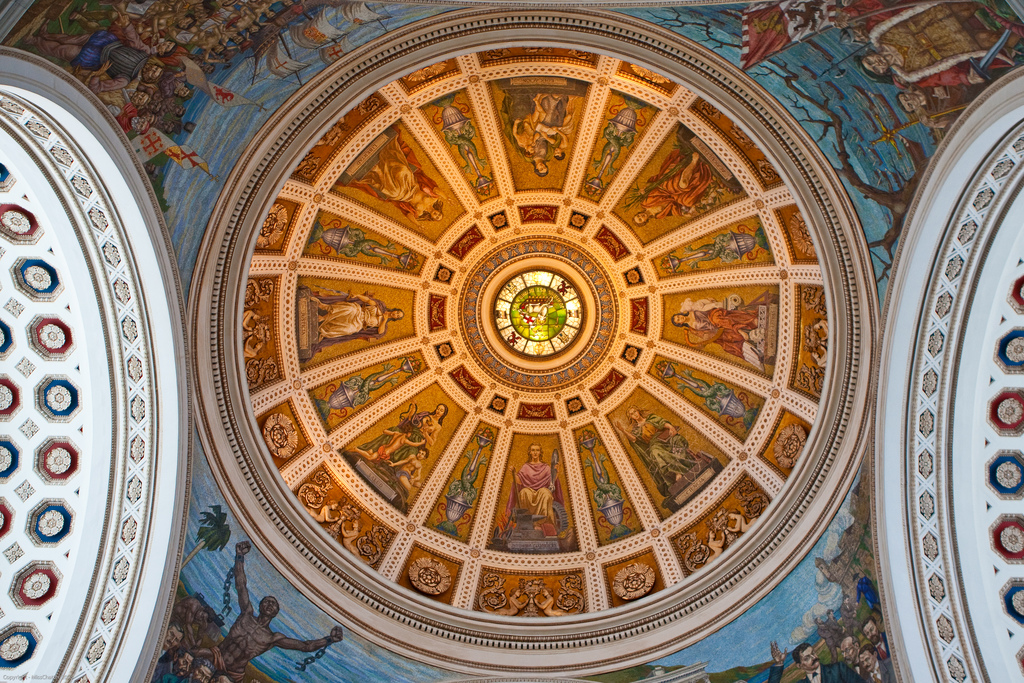
Cúpula del Capitoli]
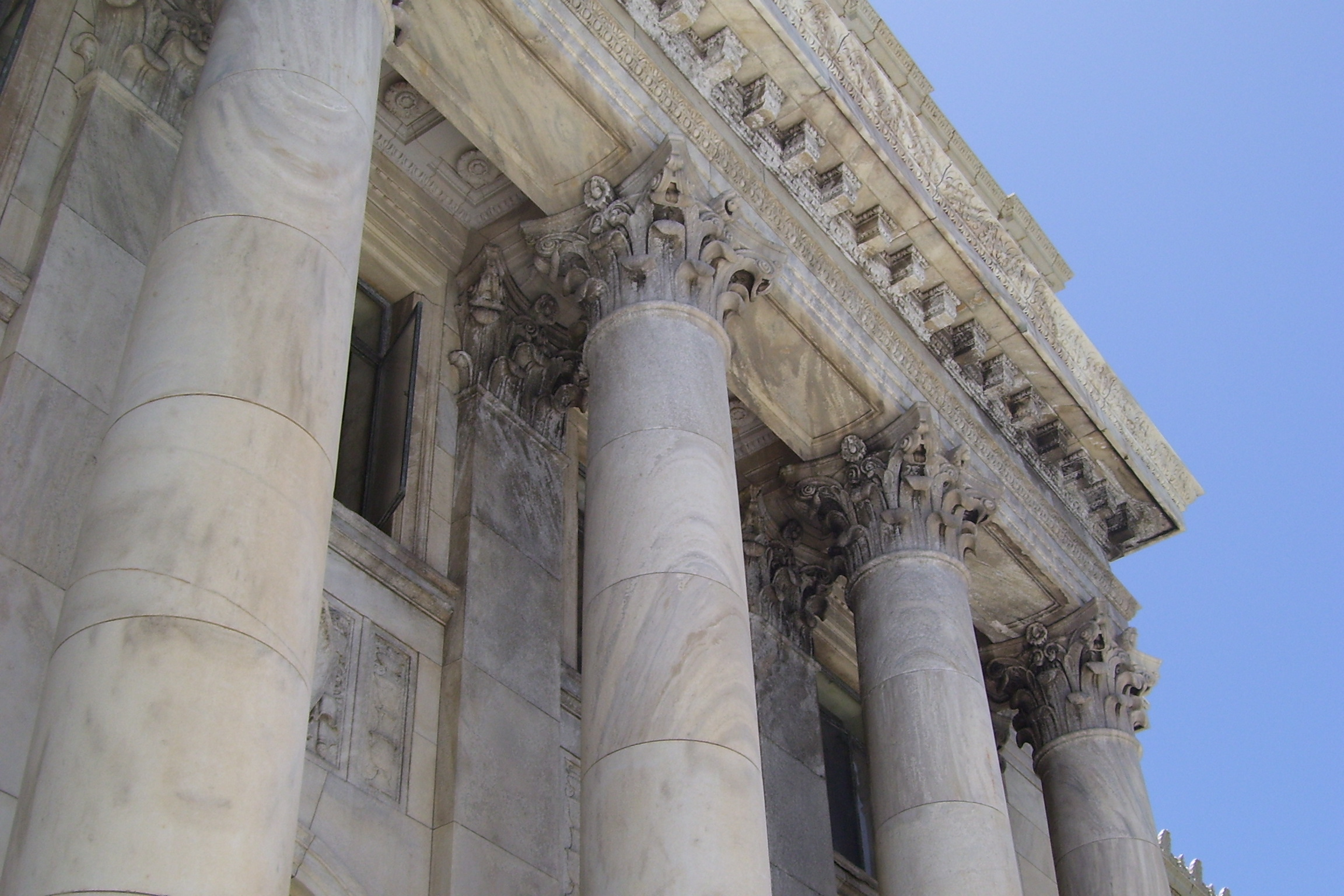
Detall de columnes i arquitectura del Capitoli
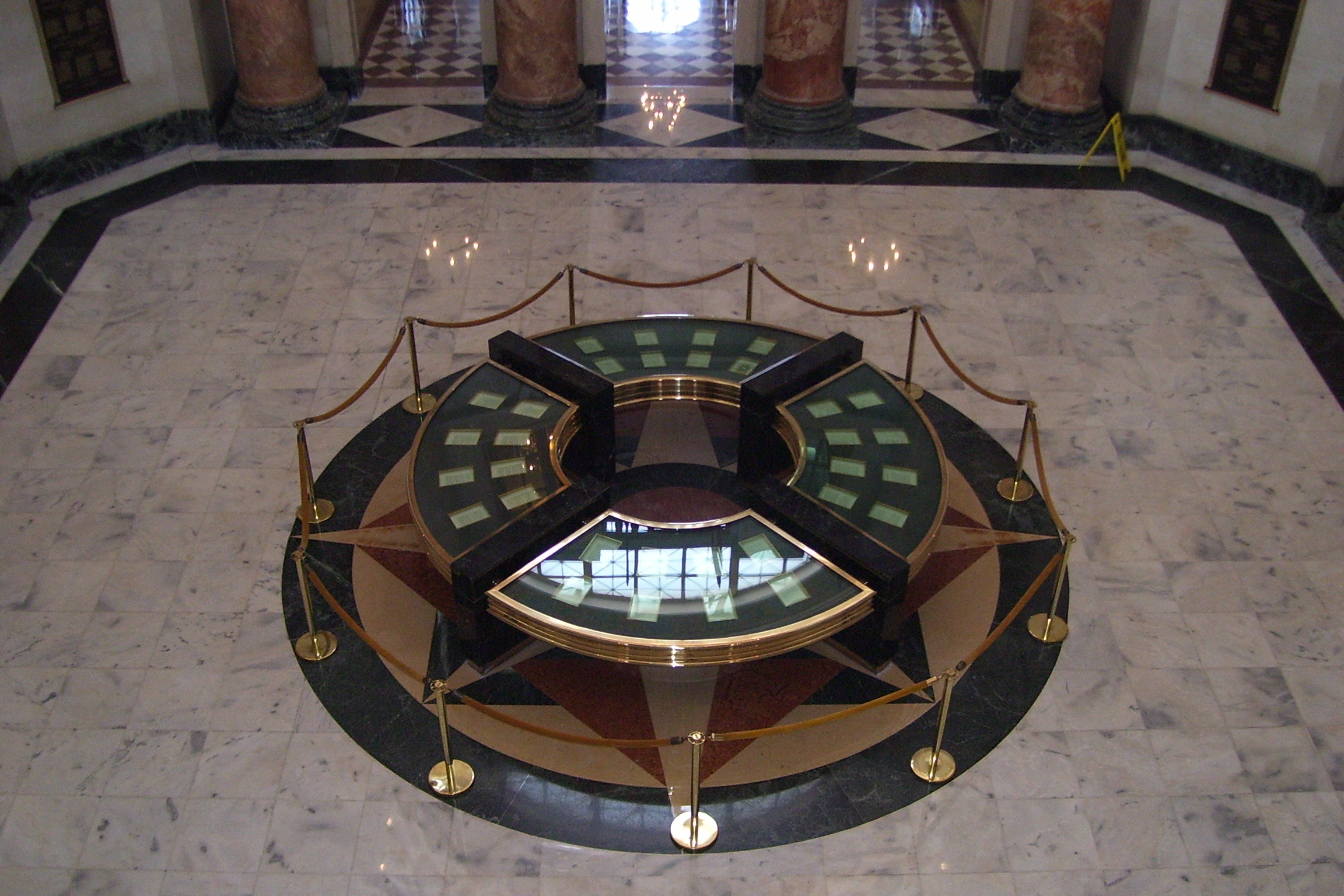
La Constitució de Puerto Rico exhibida a la primera planta
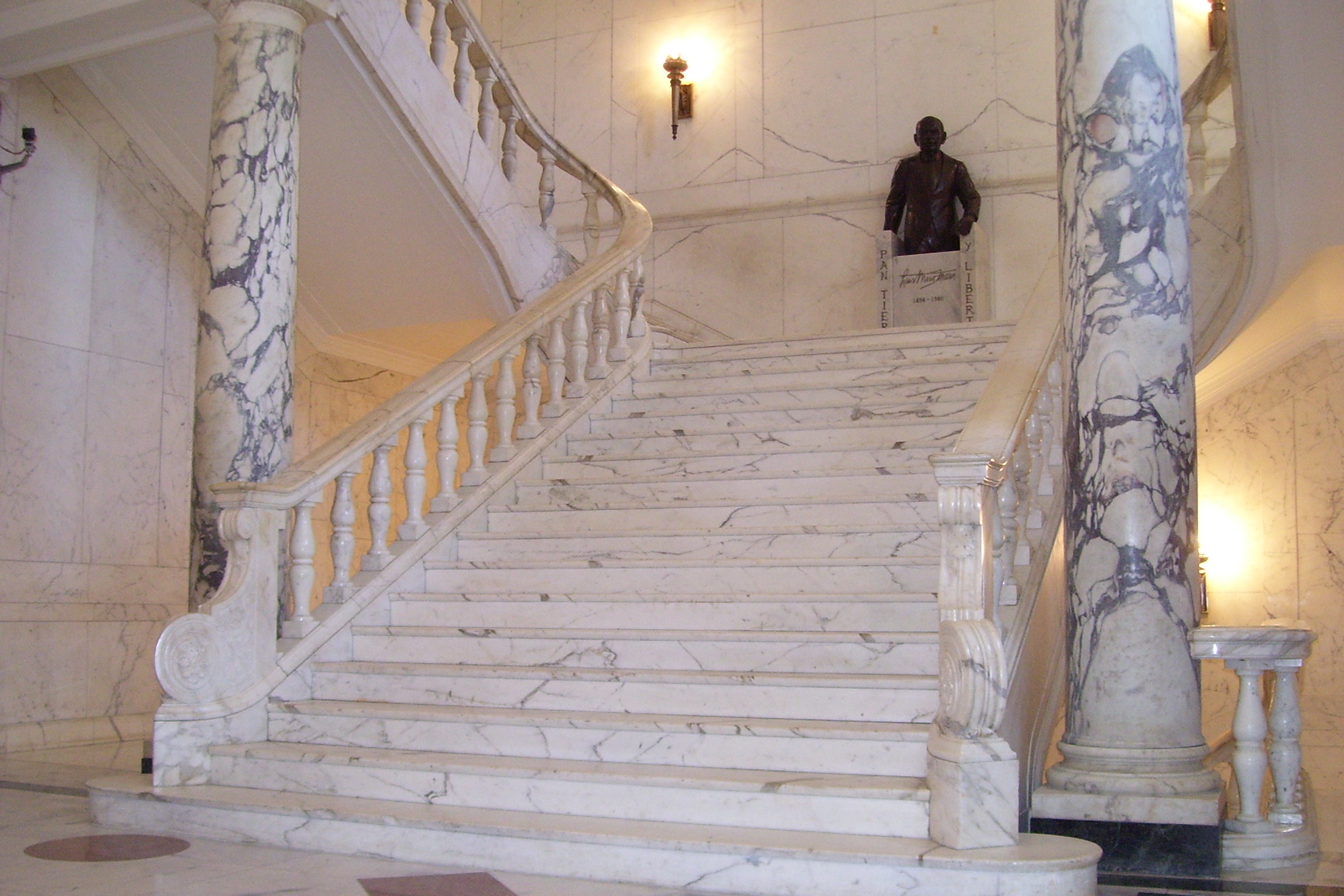
Segona planta del Capitol